# Martin Patzelt

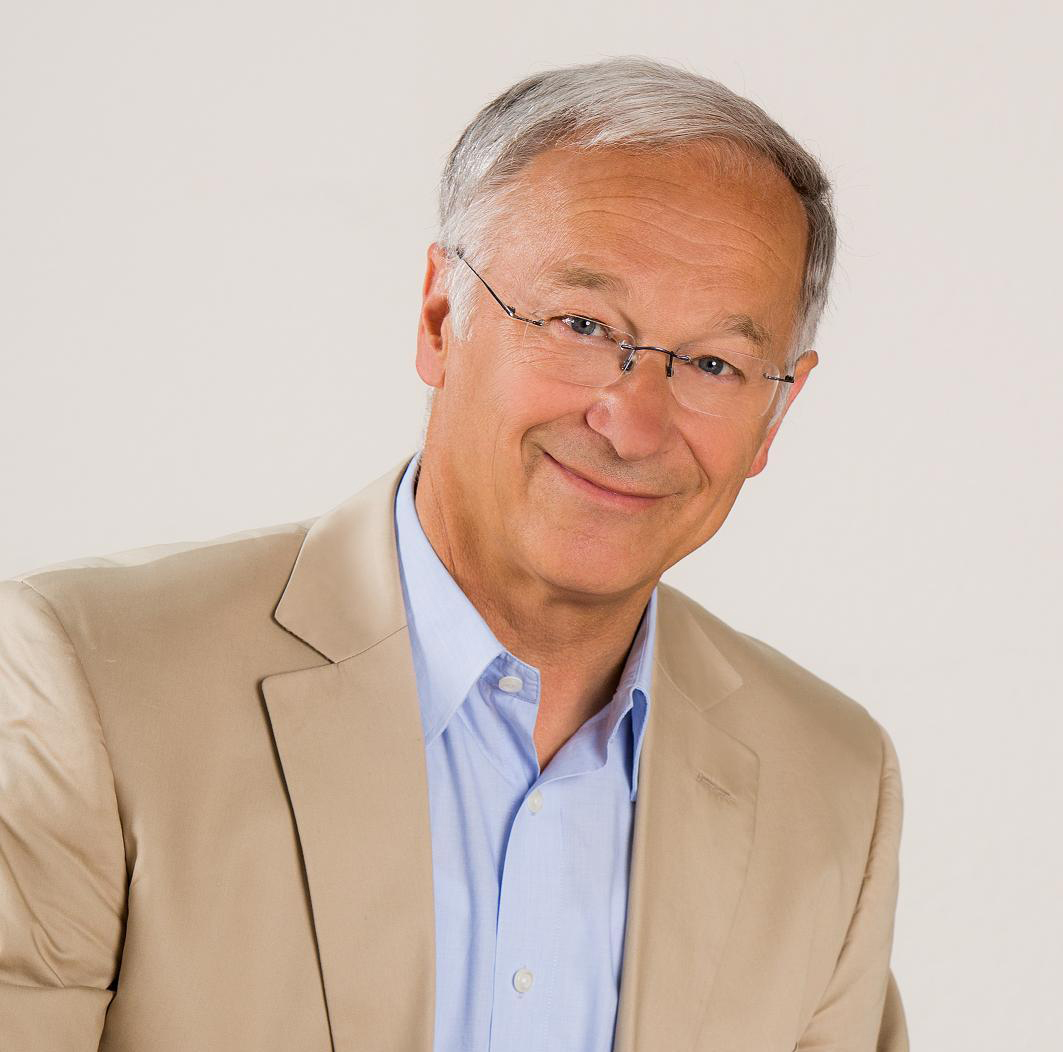
Martin Patzelt (2013)

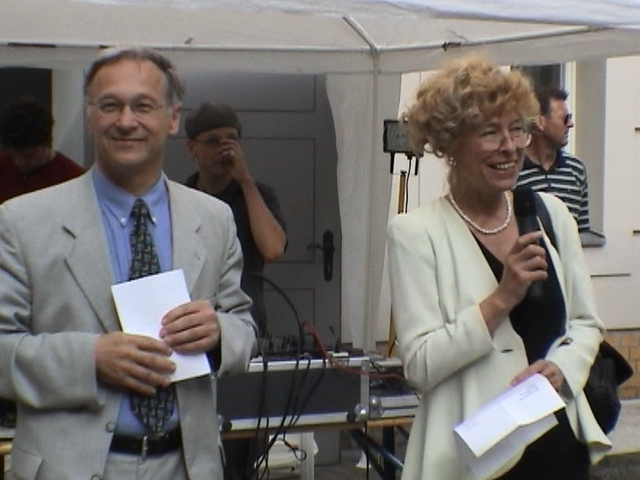
Wraz z Gesine Schwan

Martin Patzelt (ur. 1947 we Frankfurcie nad Odrą) – pracownik społeczny, polityk CDU, samorządowiec, 2002–2010 nadburmistrz Frankfurtu nad Odrą, honorowy obywatel Słubic.

## Życiorys
W 1964 zdał egzamin maturalny w Mittelschule am Leipziger Platz. W latach 1964–1967 pracował w EKO Stahl w Eisenhüttenstadt. Przez pewien czas rozważał podjęcie studiów teologicznych, jednak ukończył studia z zakresu pracy społecznej w Karl-Marx-Stadt (obecnie Chemnitz). W 1971 uzyskał wykształcenie pracownika społecznego. W latach 1972–1991 kierownik domu dziecka św. Elżbiety w Calbe (Saale).
Od 1990 do 1994 radny powiatu Schönebeck (Elbe), szef frankcji CDU oraz szef wydziału kultury i edukacji. W 1991 działał jako szef jednego z referatów Ministerstwa Polityki Socjalnej landu Saksonia-Anhalt. Od 1992 do 1994 szef powiatowych struktur CDU.
Od 1994 w samorządzie miejskim Frankfurtu nad Odrą. W 2002 został wybrany na nadburmistrza tegoż miasta, zastępując na stanowisku Wolfganga Pohla (SPD). Zwolennik transgranicznej komunikacji publicznej pomiędzy Frankfurtem nad Odrą i Słubicami. W 2010 ustąpił na rzecz dr. Martina Wilke, wspólnego bezpartyjnego kandydata partii CDU oraz SPD.
W 2010 odznaczony tytułem Honorowy Obywatel Słubic oraz Odznaką Honorową „Za zasługi dla województwa lubuskiego”. Od marca 2011 wykładowca Deutsche Angestellten-Akademie Frankfurt (Oder). W 2012 historię jego rodziny spisało stowarzyszenie MyLife e.V.

## Życie prywatne
Wychował się w 13-osobowej, katolickiej rodzinie. Jego rodzice przed wojną mieszkali w Cybince (niem. Ziebingen), potem razem z sześciorgiem dzieci zamieszkali we Frankfurcie i doczekali się kolejnego potomstwa. Ojciec, z zawodu krawiec, do 1946 przebywał w sowieckiej niewoli.
Żonę Katharinę poślubił w 1970, jest ojcem pięciorga dzieci. Mieszka w Briesen.